# Carver Houses
Carver Houses, o George Washington Carver Houses, es un desarrollo de viviendas públicas construido y mantenido por la Autoridad de Vivienda de la Ciudad de Nueva York (NYCHA) en Spanish Harlem, un barrio de Manhattan.  
Carver Houses tiene 13 edificios, en un campus con un área de 14,63 acres (5,9 ha) .  Nueve de ellos (I-II, V-IX, XII-XIII) tienen quince pisos de altura, mientras que los otros cuatro (III-IV, X-XI) tienen seis pisos.  El desarrollo limita con East 99th Street al sur, East 106th Street al norte, Park Avenue al este y Madison Avenue al oeste.  Además, East 102nd Street y East 104th Street atraviesan el campus.  Los nueve edificios de Carver Houses tienen un total de 1.246 apartamentos que albergan a unas 2.723 personas. 

## Acerca de
Las casas de Carver reemplazaron las casas de piedra rojiza y los edificios de viviendas que fueron demolidos mediante la limpieza de barrios marginales, desplazando a los residentes.  Durante la construcción, los equipos descubrieron que estaban construyendo sobre Montague's Creek, que desemboca en Hell Gate.  Los primeros edificios del desarrollo se completaron en 1955,  y el resto el 31 de enero de 1958.  Kahn & Jacobs diseñó el complejo  que lleva el nombre de George Washington Carver (1864-1943), un químico, botánico y educador afroamericano que, a pesar de haber estado esclavizado desde su nacimiento, desarrolló muchos usos para la soja, el maní y las batatas.  El parque infantil fue diseñado por el arquitecto paisajista M. Paul Friedberg, cuya escultura escalable se inspiró en Isamu Noguchi.  El proyecto fue financiado por el estado; Los alquileres cuestan inicialmente 12 dólares por habitación.  Una vez completado, el vecindario experimentó una disminución de población de más de 2000 residentes a alrededor de 1200. 
En diciembre de 1970, liderados por los Young Lords, los inquilinos organizaron una huelga de alquileres hasta que NYCHA proporcionó más agentes de policía para ayudar a preservar su comunidad. 
En 2007, GrowNYC instaló un jardín comunitario en la propiedad. 
A partir de 2019, Shaun Commodore se desempeña como presidente de la Asociación de Residentes de Carver Houses y es miembro del Consejo de presidentes de la Ciudad del Distrito Sur de Manhattan. 
En 2020, Trust Republic Land, Mount Sinai y NYCHA trabajaron para convertir a Carver Houses en la primera zona de ejercicio para adultos al aire libre en los terrenos de NYCHA.
Carver Houses depende del distrito 23 del Departamento de Policía de la ciudad de Nueva York y está gobernado por la Junta Comunitaria 11 de Manhattan.  

## Gente notable
- Gregorio Marzán (1906-1997), artista puertorriqueño